# LuAnne Henderson
LuAnne Henderson, née en 1930 à Denver, Colorado, est une amie de Jack Kerouac dont elle inspire le personnage de Marylou dans le roman Sur la route, œuvre majeure de la beat generation. Elle meurt en 2009.

## Aperçu biographique
A l’âge de 16 ans, elle épouse Neal Cassady qui l’entraîne sur les routes et lui fait rencontrer l’écrivain Jack Kerouac. Celui-ci devient leur compagnon de voyage et retranscrit leurs aventures dans le roman Sur la route où LuAnne apparaît sous le nom de Marylou. Charmé par la jeune femme, Kerouac la qualifie de « Golden Beauty » (« beauté d'or »), créant un triangle amoureux entre les trois amis.
LuAnne et Neal divorcent en 1948, après quinze mois d'union. Ils restent proches malgré le remariage de Neal avec Carolyn Robinson en 1949.

## Au cinéma
Le personnage de Marylou est interprété par Kristen Stewart dans le film Sur la route sorti en 2012.